# ロンドン議定書 (1828年)
ロンドン議定書（ロンドンぎていしょ、英語: London Protocol）は、1828年11月16日にイギリス・フランス・ロシアの列強三国によって結ばれた議定書である。この議定書は、オスマン帝国の宗主権下にありながらも内部的には自治を持つ、国家としてのギリシャの創設を定めたものであった。
1821年に開始したギリシャ独立戦争の結果、そして1827年のナヴァリノの海戦とロンドン条約後の対立への三大国の介入により、南ギリシャに何らかの形でギリシャ国家を創設することが確実となった1827年、第三回ギリシャ国民議会は、新興国家の統治を1828年1月にギリシャへ到着したイオアニス・カポディストリアスに託した。カポディストリアスは近代国家の基盤を築く努力を進めるとともに、三大国との交渉を開始し、新しいギリシャ国家の領域や憲法上の地位について協議を行った。特に1828年9月のポロス島会議では、三大国の大使との交渉が行われた。
大使たちは新たなギリシャ国家に広範な領土を与えるべきだと勧告していたが、1828年11月、三大国はこの勧告を無視して最初のロンドン議定書に合意した。この議定書により、スルタンに貢納する自治国家としてのギリシャが創設され、その領土はペロポネソス半島とキクラデス諸島に限定された。このため、大陸ギリシャ・クレタ島・その他の諸島は除外されてしまった。これらの地域はギリシャ独立戦争に参加し、あるいは当時ギリシャ側の支配下にあったにもかかわらず、新国家の領土には含まれなかった。
しかし、1829年3月22日に第二次ロンドン議定書が締結され、これはポロス島会議での勧告の大部分を受け入れる形で修正された。